# Wissenschaftszentrum Ost- und Südosteuropa Regensburg

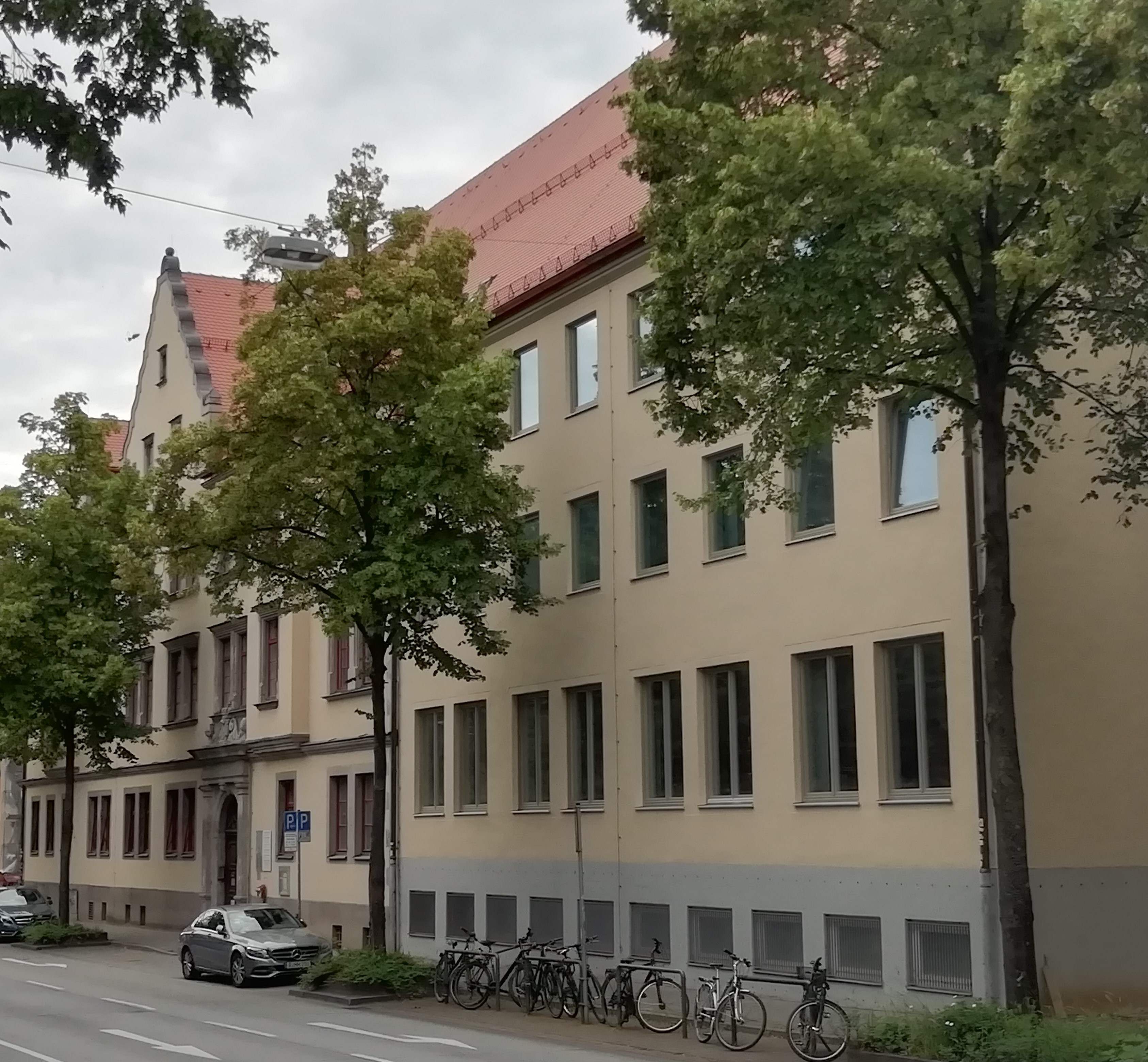
Altes Finanzamt, Sitz des Wissenschaftszentrums Ost- und Südosteuropa Regensburg

Das Wissenschaftszentrum Ost- und Südosteuropa Regensburg (Kurzform: WiOS) ist eine Kooperation des Leibniz-Instituts für Ost- und Südosteuropaforschung (IOS), des Instituts für Ostrecht (IOR), des Hungaricum – Ungarischen Instituts (HUI) sowie des Forschungszentrums Deutsch in Mittel-, Ost- und Südosteuropa (Fz DiMOS). Diese untersuchen und informieren über wirtschaftliche, rechtliche, politische, linguistische und historische Entwicklungen der Länder Ost- und Südosteuropas.

## Entstehung
Am 12. März 2002 entschied der Bayerische Ministerrat den Umzug der drei außeruniversitären Einrichtungen, Institut für Ostrecht, Osteuropa-Institut und Südost-Institut von München nach Regensburg. Dort sollte in Zusammenarbeit mit der Universität Regensburg ein Zentrum der Ost- und Südosteuropaforschung entstehen. Im August und September 2007 zogen die drei Institute in das Gebäude des Alten Finanzamts in Regensburg, das inzwischen der Universität gehört. Im Oktober 2009 wurde auch das Ungarische Institut aus München nach Regensburg verlegt. Am 1. Januar 2012 ging aus dem Osteuropa-Institut und dem Südost-Institut das neu gegründete Institut für Ost- und Südosteuropaforschung hervor. Später trat das Fz DiMOS bei. Seit 2017 gehört das IOS der Leibniz-Gemeinschaft an.

## Bibliothek
Mit etwa 340.000 Bänden ist die Bibliothek im Wissenschaftszentrum Ost- und Südosteuropa die drittgrößte der Stadt Regensburg und neben den Staatsbibliotheken in Berlin und München sowie der Bibliothek des Herder-Instituts eine der größten Spezialbibliotheken zum östlichen Europa. Sie ist beteiligt an der Virtuellen Fachbibliothek Osteuropa und dem Fachportal IREON.

## Veranstaltungen
Im Rahmen der Regensburger Vorträge zum östlichen Europa finden seit Oktober 2008 während der Vorlesungszeit monatlich Veranstaltungen statt.